# Paruzzaro
Paruzzaro é uma comuna italiana da região do Piemonte, província de Novara, com cerca de 1.587 habitantes. Estende-se por uma área de 5 km², tendo uma densidade populacional de 317 hab/km². Faz fronteira com Arona, Gattico, Invorio, Oleggio Castello.

## Demografia
| Variação demográfica do município entre 1861 e 2011                               |
|                                                                                   |
| Fonte: Istituto Nazionale di Statistica (ISTAT) - Elaboração gráfica da Wikipedia |